# Michael Lipman
Pour les articles homonymes, voir Lipman.
Pas d'image ? Cliquez ici

a Compétitions nationales et continentales officielles uniquement.

b Matchs officiels uniquement.
Michael Rose Lipman, né le 16 janvier 1980 à Londres, est un joueur de rugby à XV international anglais évoluant au poste de troisième ligne aile.

## Carrière
Il a eu sa première cape internationale à l’occasion d’un test match le 19 juin 2004 contre l'équipe de Nouvelle-Zélande. 
Michael Lipman joue Bath Rugby en Coupe d'Europe et en Guinness Premiership de 2003 à 2010 en rugby à XV après voir joué deux saisons pour le club de Bristol Rugby. En 2010, il rejoint la province australienne des Melbourne Rebels.

### Clubs successifs
- 2001 - 2003 : Bristol Rugby
- 2003 - 2010 : Bath Rugby
- 2011 - 2012 : Melbourne Rebels

## Palmarès
- 10 sélections
- Sélections par années : 2 en 2004, 1 en 2006, 7 en 2008
- Tournois des Six Nations disputé: 2008
- Participation à la coupe du monde : aucune.